# Шиллук (народ)

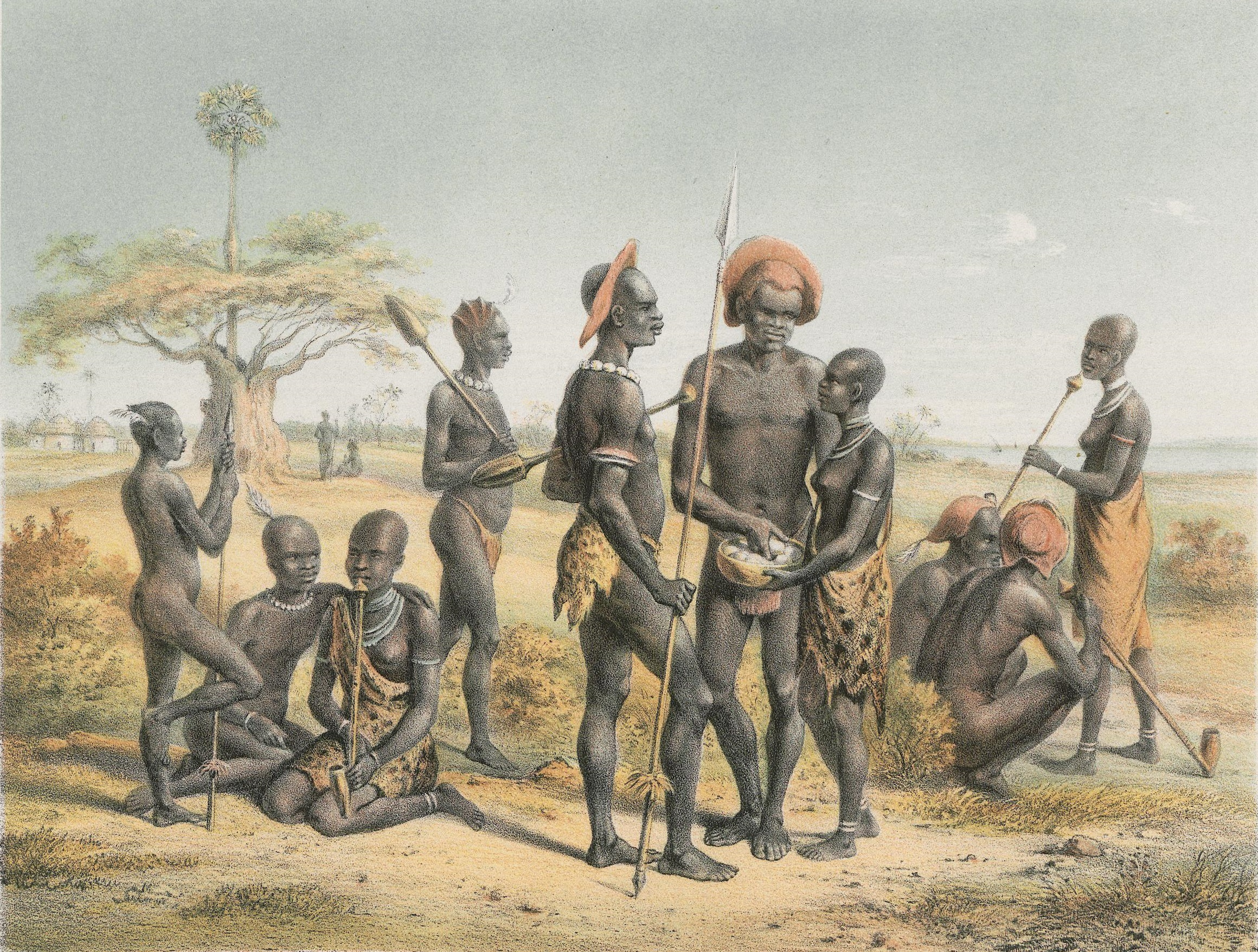
Группа шиллуков, 1860-е годы, автор: В. фон Харнье

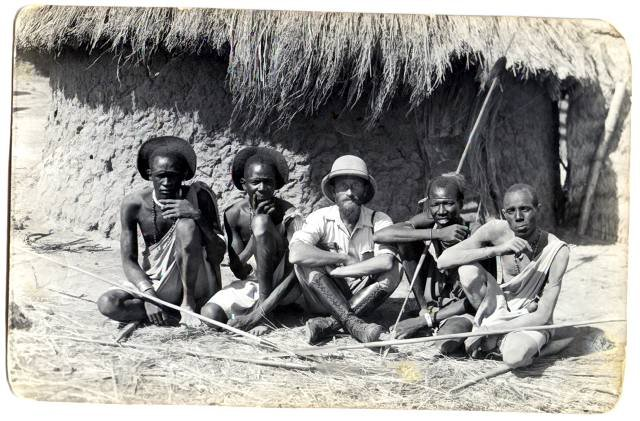
Путешественник К. Новак с шиллуками, 1930-е годы

Шиллу́к (самоназв. чоло, шоло, шил.: cøllø [cɔ̀llɔ̀]) — народ в Южном Судане. Этнос занимает земли западного берега Белого Нила до границ провинции Кордофан. На восточном берегу их территории простираются от слияния Нила с рекой Собат и 20 милями выше по течению Собата.
Шиллук составляли наиболее многочисленную из негроидных народностей Англо-Египетского Судана — 430—450 тыс. человек. Язык шиллук (другие названия: коло, дхоло, чулла, шулла) принадлежит к северной подгруппе луоских языков нилотской группы восточносуданской ветви шари-нильской семьи нило-сахарской макросемьи.
Живут в близко расположенных друг к другу поселениях. Основные занятия — скотоводство, земледелие. Они ловкие охотники, рыболовы. Издавна хорошо развита обработка железа. Оружие — копья, щиты, дубинки.
Внешние данные типичны для представителей негроидов, цвет кожи — агатово-чёрный. Мужчины обычно не носят одежды, женщины носят нечто вроде передника из телячьей кожи. С учреждением англо-египетского контроля шиллук начали перенимать одежду (Берзина С. Я. 1999).
Вместе с алур, ачоли, бурун, мабан, ануак, джур, тури, бор некогда шиллук составляли сильное негритянское королевство, так называемое «божественное царство» («divine kingdom») в этнографических исследованиях, простиравшееся на север вплоть до Хартума. Однако к V веку н. э. оно пришло в упадок (Westermann D. 1970: 187—194).
Почитается общенилотское божество Джуок, посылающее дождь. Посредником между ним и людьми выступает Ньиканг (Ньяканг), легендарный предок царей (ретов), считающихся его воплощениями. Совершив множество подвигов, Ньиканг установил в свою честь культ и в дальнейшем ушёл вместе с ветром, по другой версии, удавился. В связи с чем, вероятно, сложился обычай ритуально душить состарившихся царей. Среди шиллук распространено христианство, однако традиционные культы по-прежнему сильны. Так, у каждого племени по-прежнему имеется святилище Ньиканга, доступ в которое имеют только жрецы и вдова рета (Токарев С. А. 1976: 202—215).
Шиллук — единственный народ Верхнего Нила, признающий единого вождя в качестве правителя для всех племён. Хотя они живут патриархальными семьями, главенство вождя, тем не менее, неизменно передаётся детям сестры или другим родственникам по женской линии.